# 山下佳代
山下 佳代（やました かよ、1986年9月13日- ) は、日本のタレント・モデル。中学時代は、ジュニアアイドルとして活動。
愛知学院大学心身科学部健康科学科に在学中は、エヌ・エー・シー名古屋に所属しており、中京圏を中心にタレントとして活動していた。また、学生時代にはジムでバイトしていた時期があった。

## 出演

### テレビ番組
- 遊びに行こっ!（テレビ愛知）
- 中学生日記（NHK教育）
- まぼろしのペンフレンド2001（NHK教育）
- キッズウォー3（CBC）
- 愛の110番（CBC）
- TA☆RO（中京テレビ）- TA☆ROガールズ

### CM
- 遊学館高等学校
- 野田塾

### ポスター・スチル
- 京都成安高等学校
- クロスプラス
- 河合塾

### 雑誌
- いもうとVOL4（ダイアプレス）
- すくぶる少女2（ダイアプレス）
- Pineapple（Fファクトリー）

### DVD
- くもりのちはれ 山下佳代14歳（きゃんぱす倶楽部、2004年1月）

### 携帯電話コンテンツ
- おは天（ウェザーニューズ、2007年5月 - 8月） - ケータイお天気キャスター第6期（中部地区担当）